# 金正日の呼称一覧
金正日の呼称一覧（キム・ジョンイルのこしょういちらん）は、朝鮮民主主義人民共和国（北朝鮮）の最高指導者であった金正日を指す呼称の一覧である。

## 概要
北朝鮮には金正日を指す複数の呼称、敬称が存在し、これらの呼称は、1994年から朝鮮労働党中央委員会で使用することが決められている。通常の呼称は、朝鮮労働党にて作成され、時代的状況によって可変的にもならない。これらの伝統は、金正日の父であり先代である金日成にも存在している。また、金正恩にも様々な呼称が作られ始めている。

## リスト
| 朝鮮語                                                    | 日本語                                           | 説明文 |
| --------------------------------------------------------- | ------------------------------------------------ | --- |
| 당중앙                                                    | 党中央                                           | 1973年から使用される最初の呼称で、リーダーの継承が正式に行われる前に党の出版社では、金正日を指すための呼称である。 |
| 웃분                                                      | 上方                                             | 1970年代に使用された呼称である。                                                                                   |
| 친애하는 지도자                                           | 親愛する指導者                                   | 金日成の生前に使用された。                                                                                         |
| 존경하는 지도자                                           | 尊敬する指導者                                   | 1970年代の中頃に使用された。                                                                                       |
| 현명한 지도자                                             | 賢明なる指導者                                   | 1970年代の中頃に使用された。                                                                                       |
| 영명하신 지도자                                           | 英明なる指導者                                   | 1970年代の中頃に使用された。                                                                                       |
| 유일한 지도자                                             | 唯一な指導者                                     | 1975年6月から使用された。                                                                                          |
| 령도자가 갖추어야 할 풍모를 완벽하게 지닌 친애하는 지도자 | 指導者が備えるべき風貌を完全に持つ親愛なる指導者 | 1980年代半ばから、特別な場合に使用された。                                                                         |
| 최고사령관                                                | 最高司令官                                       | 1980年代に正式に継承が行われる前に、使用された。                                                                   |
| 위대한 령도자                                             | 偉大な領導者                                     | 金日成の死の後に主に使用する呼称である。                                                                           |
| 인민의 어버이                                             | 人民の親                                         | 1986年2月から使用している。                                                                                        |
| 공산주의 미래의 태양                                      | 共産主義未来の太陽                               | 1980年代半ばから使用している。                                                                                     |
| 백두광명성                                                | 白頭光明星                                       | 1980年代半ばから使用している。                                                                                     |
| 향도의 해발                                               | 嚮導の日ざし                                     | 1980年代半ばから使用している。                                                                                     |
| 혁명무력의 수위                                           | 革命武力の首位                                   | 1991年12月21日以降に使用されている。朝鮮人民軍最高司令官としての呼称である。                                       |
| 조국통일의 구성                                           | 祖国統一の救星                                   | 1991年12月21日以降に使用されている。朝鮮人民軍最高司令官としての呼称である。                                       |
| 조국 통일의 상징                                          | 祖国統一の象徴                                   | 1991年12月21日以降に使用されている。朝鮮人民軍最高司令官としての呼称である。                                       |
| 민족의 운명                                               | 民族の運命                                       | 1991年12月21日以降に使用されている。朝鮮人民軍最高司令官としての呼称である。                                       |
| 자애로운 아버지                                           | 優しい父                                         | 1991年12月21日以降に使用されている。朝鮮人民軍最高司令官としての呼称である。                                       |
| 당과 국가와 군대의 수위                                   | 党と国家と軍隊の首位                             | 1991年12月21日以降に使用されている。朝鮮人民軍最高司令官としての呼称である。                                       |
| 수령                                                      | 首領                                             | 金日成の死後に使用する呼称である。1985年から使用された。なお「首領様」といった場合は金日成を指す場合が多い。       |
| 장군                                                      | 将軍                                             | 金日成の死後に使用する呼称である。生前は金日成を指していた。                                                       |
| 우리당과 우리 인민의 위대한 령도자                        | 我が党と我が人民の偉大なる指導者                 | 金日成の死後に使用する呼称である。                                                                                 |
| 위대한 장군님                                             | 偉大なる将軍様                                   | 金日成の死後に使用する呼称である。                                                                                 |
| 경애하는 장군님                                           | 敬愛する将軍様                                   | 金日成の死後に使用する呼称である。                                                                                 |
| 위대한 수령                                               | 偉大なる首領様                                   | 金日成が生きている場合にのみ使用していた呼称である。                                                               |
| 경애하는 수령                                             | 敬愛する首領様                                   | 金日成が生きている場合にのみ使用していた呼称である。                                                               |
| 백전백승의 강철의 령장                                    | 百戦百勝の鋼鉄の霊将                             | 金日成の死後の3年間の喪の期間の後、1997年から使用している。                                                        |
| 사회주의 태양                                             | 社会主義の太陽                                   | 金日成の死後の3年間の喪の期間の後、1997年から使用している。                                                        |
| 민족의 태양                                               | 民族の太陽                                       | 金日成の死後の3年間の喪の期間の後、1997年から使用している。                                                        |
| 삶의 태양                                                 | 人生の太陽                                       | 金日成の死後の3年間の喪の期間の後、1997年から使用している。                                                        |
| 민족의 위대한 태양                                        | 民族の偉大なる太陽                               | 1998年の憲法改正以来、1999年から使用している。                                                                     |
| 민족의 어버이                                             | 民族の親                                         | 1998年の憲法改正以来、1999年から使用している。                                                                     |
| 21세기의 세계 수령                                        | 21世紀の世界の首領                               | 2000年以降から使用している。                                                                                       |
| 불세출의 령도자                                           | 不世出の指導者                                   | 2000年以降から使用している。                                                                                       |
| 21세기 찬란한 태양                                        | 21世紀の輝かしい太陽                             | 2000年以降から使用している。                                                                                       |
| 21세기 위대한 태양                                        | 21世紀の偉大なる太陽                             | 2000年以降から使用している。                                                                                       |
| 21세기 향도자                                             | 21世紀の嚮導者                                   | 2000年以降から使用している。                                                                                       |
| 희세의 정치가                                             | 稀世の政治家                                     | 2000年以降から使用している。                                                                                       |
| 천출위인                                                  | 天出偉人                                         | 2000年以降から使用している。                                                                                       |
| 천출명장                                                  | 天出名将                                         | 2000年以降から使用している。                                                                                       |
| 민족의 최고영수                                           | 民族の最高領袖                                   | 2000年以降から使用している。                                                                                       |
| 주체의 찬란한 태양                                        | 主体（チュチェ）の燦爛たる太陽                   | 2000年以降から使用している。                                                                                       |
| 당과 인민의 수령                                          | 党と人民の首領                                   | |
| 위대한 원수님                                             | 偉大なる元帥様                                   | |
| 무적필승의 장군                                           | 無敵必勝の将軍                                   | |
| 경애하는 아버지                                           | 敬愛する父                                       | |
| 21세기의 향도성                                           | 21世紀の嚮導星                                   | |
| 실천가형의 위인                                           | 実践家型の偉人                                   | |
| 위대한 수호자                                             | 偉大なる守護者                                   | |
| 구원자                                                    | 救助者                                           | |
| 혁명의 수뇌부                                             | 革命の首脳部                                     | |
| 혁명적 동지애의 최고화신                                  | 革命的同志愛の最高化身                           | |
| 각하                                                      | 閣下                                             | |
| 대원수                                                    | 大元帥                                           | 金正日の死後、金日成との総称として使用する言葉である。                                                             |